# Anagonalia koda
Anagonalia koda är en insektsart som beskrevs av Young 1986. Anagonalia koda ingår i släktet Anagonalia och familjen dvärgstritar. Inga underarter finns listade i Catalogue of Life.